# Apesos
Apesos (en grec antic Άπαισός) era una ciutat a la costa de la Tròade a l'entrada de la Propòntida, entre Làmpsac i Pàrion. Homer la cita al "Catàleg dels troians" a la Ilíada, i diu que era una de les ciutats que van ajudar el rei Príam durant la guerra de Troia, formant part d'un contingent dirigit per Adrast i el seu germà Àmfios.
Segons Estrabó, en algun moment va rebre colons de Milet, però a la seva època van destruir la ciutat i els seus habitants van anar a viure a Làmpsac, que també era una colònia milèsia. El nom de la ciutat sembla que derivava del petit riu Pesos, i estava situada a la seva riba.